# كوربيت ليون
كوربيت ليون (بالإنجليزية: Corbett Lyon)‏ هو مهندس معماري أسترالي، ولد في 13 أغسطس 1955.